# Distretto di Sabra
Il distretto di Sabra è un distretto della provincia di Tlemcen, in Algeria.

## Comuni
Il distretto di Sabra comprende 2 comuni:
- Sabra
- Bouhlou